# 法國海洋開發研究院
法國海洋開發研究院（法語：l'Institut Scientifique et Technique des Pêches Maritimes；縮寫作 ）是法國的一個海洋學研究的政府服務組織。

## 使命
這個公共工業和商業（EPIC）的使命是：
- 認識，評估和提高的資源海洋 ，並為他們的可持續開發。
- 提高監測，預報，發展，海洋和沿海環境的保護和改善的方法。
- 促進海洋世界的經濟發展。

## 歷史
法國海洋開發研究院成立於1984年6月5日，由原來的法国国家海洋开发中心（le Centre National pour l'EXploitation des Océans；CNEXO）及法国海洋渔业技术研究院（l'Institut Scientifique et Technique des Pêches Maritimes；ISTPM）合併而成；而其成因卻是基於1982年12月1日的一個部長會議上的討論成果， “為了確保一致性和海洋研究的全部效益” 。
研究院由下列法国的3个部門所隶属和监管：
- 法国国家教育研究与技术部
- 法国农业与渔业部和
- 法国设备交通与住宅部

而研究院的成員之一CNEXO由伊夫·蓓麗於1967年創立，以取代原來的Comexo，即海洋開發委員會（Comité pour l'EXploitation des Océans）；而ISTPM的前身為海洋漁業科學與技術辦公室（Office Scientifique et Technique des Pêches Maritimes；縮寫作OSPTM），創立於1918年12月31日。

## 歷任院长
Ifremer由董事會主席領導，根據法令任期為五年，並由一位副首席執行官協助。歷任主席如下：
| 任期            | 名稱                   | Nomination                          |
| --------------- | ---------------------- | ----------------------------------- |
| 1984-1990       | Yves Sillard           |                                     |
| 1990-1995       | Pierre Papon           |                                     |
| 1995-2000       | Pierre David           |                                     |
| 2000-2005       | 让-弗朗索瓦·明斯特（Jean-Françoise Minster） |                                     |
| 2005-2013       | 伊夫·蓓麗（Jean-Yves Perrot）          |                                     |
| 2013-2018       | François Jacq          | 任命於2013年9月12日及 2015年6月18日 |
| 從2018年9月開始 | François Houllier      |                                     |

## 工作範圍
法國海洋開發研究院的研究活動集中在以下領域：
- 監測、利用和改善海洋沿岸
- 水產養殖生產的監測和優化
- 漁業資源
- 海洋及其生物多樣性的探索和開發
- 海洋循環和海洋生態系統、機制、趨勢和預測
- 海洋學服務的主要設施工程
- 在其活動領域的知識轉讓和創新

1985年，法國海洋開發研究院與羅伯特·巴拉德博士合作，最終成功使探險隊找到泰坦尼克號沉船的殘骸。1994年，法國海洋開發研究院協助SS John Barry號打撈其貨物。
法國海洋開發研究院經營一些船隻，包括潛艇Nautile號。
2008年，法國海洋所與布魯斯·希利托博士合作，對深海魚回收裝置PERISCOP進行測試和初始運作。

## 研究中心

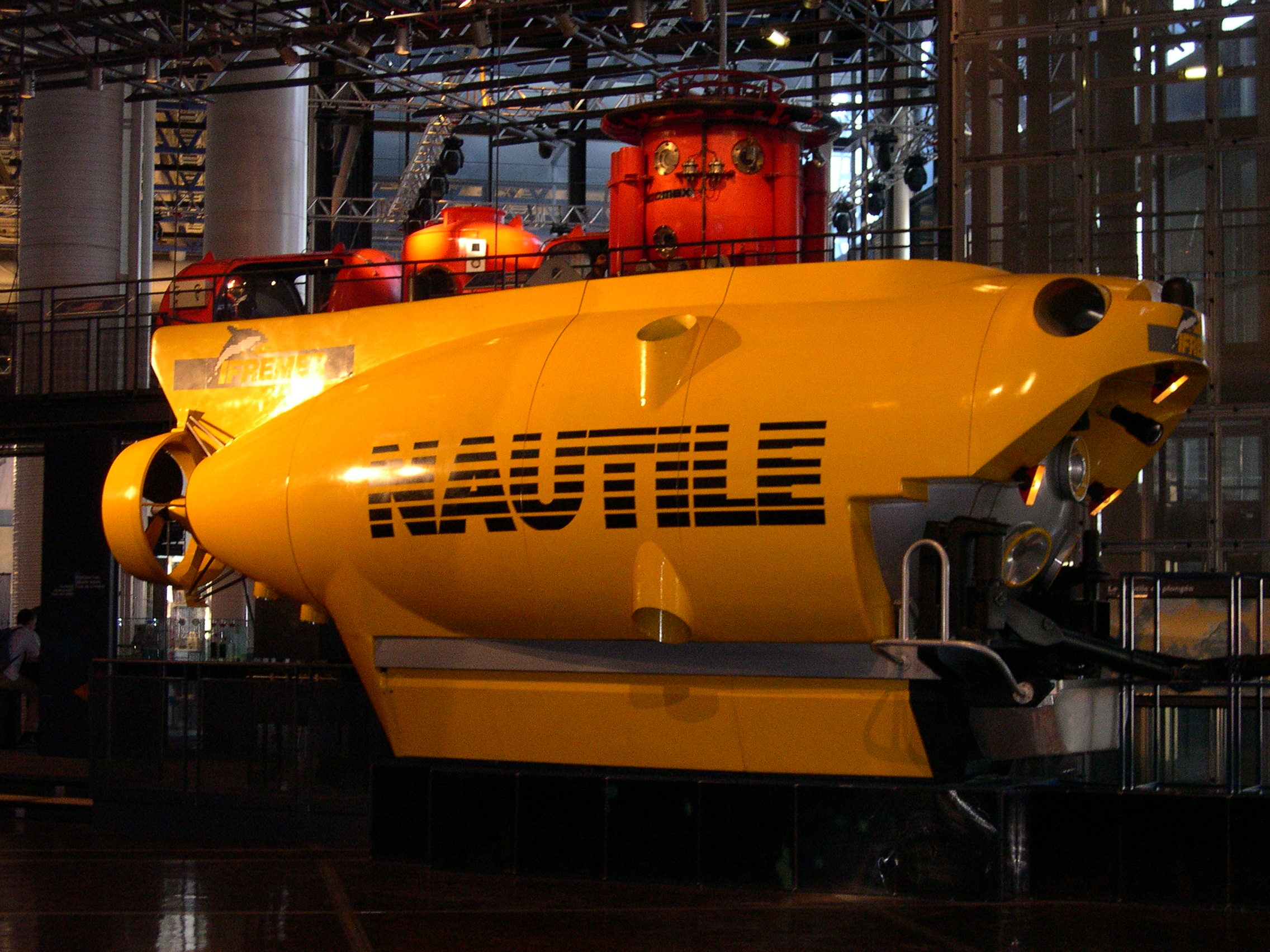
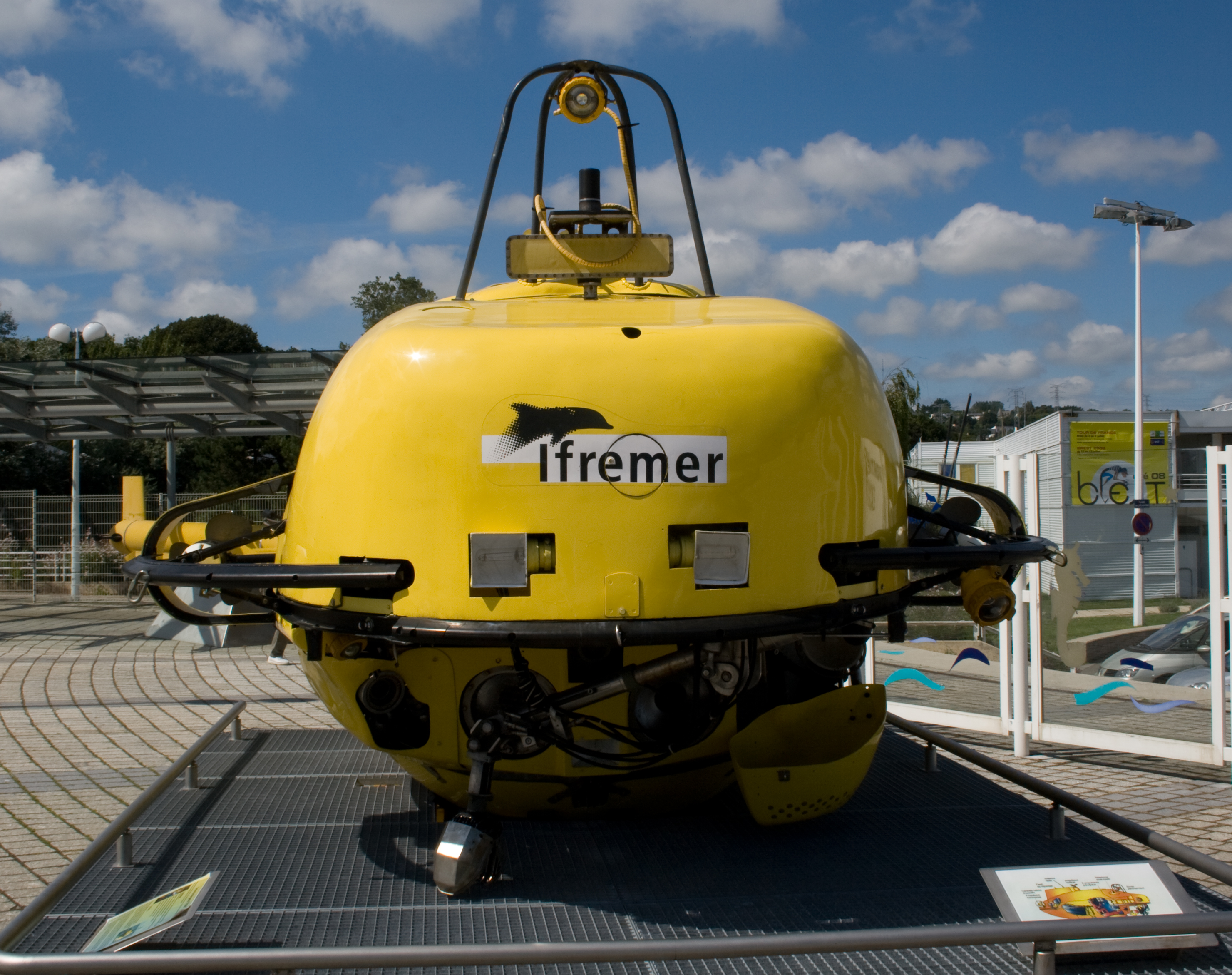
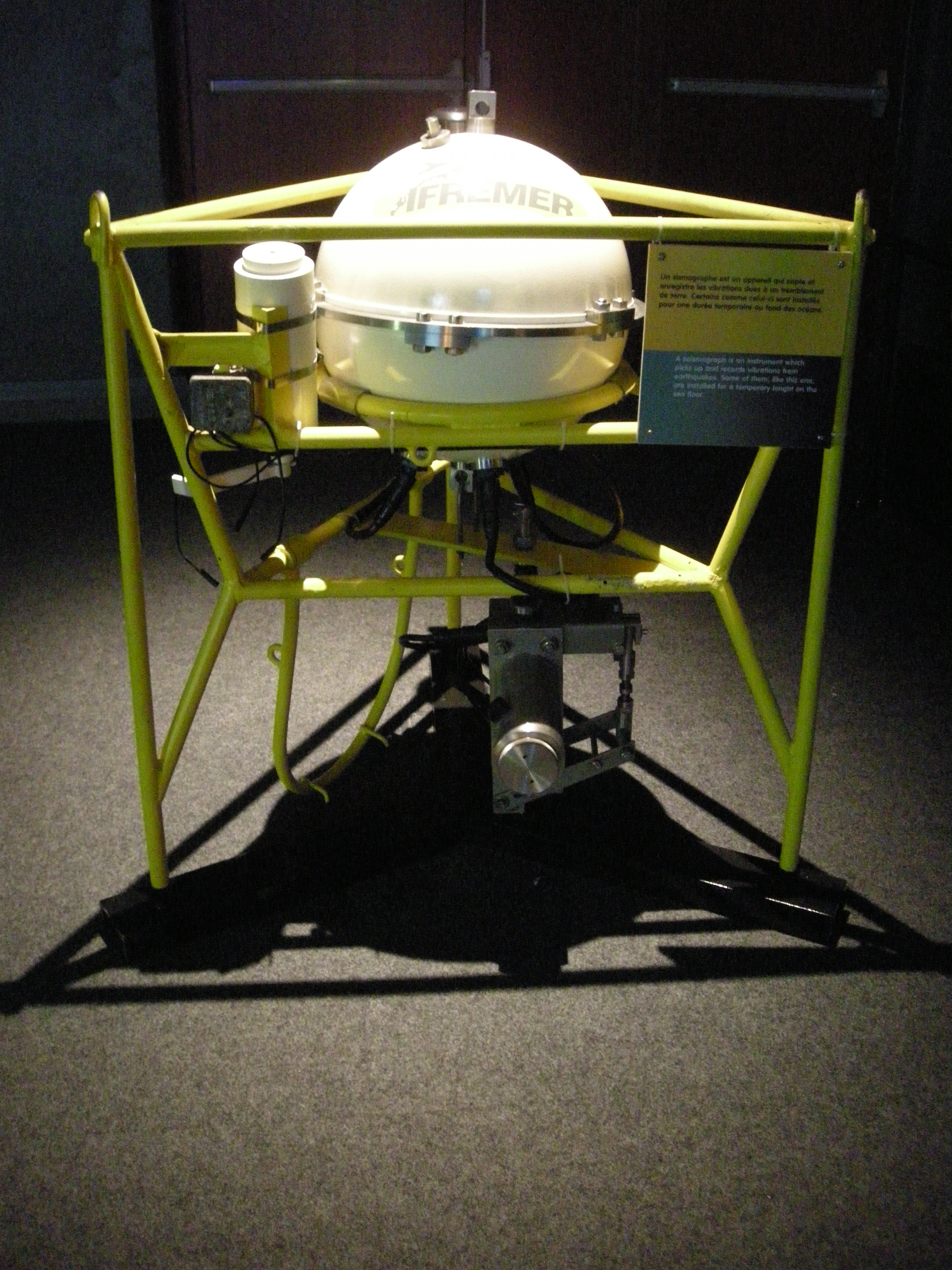
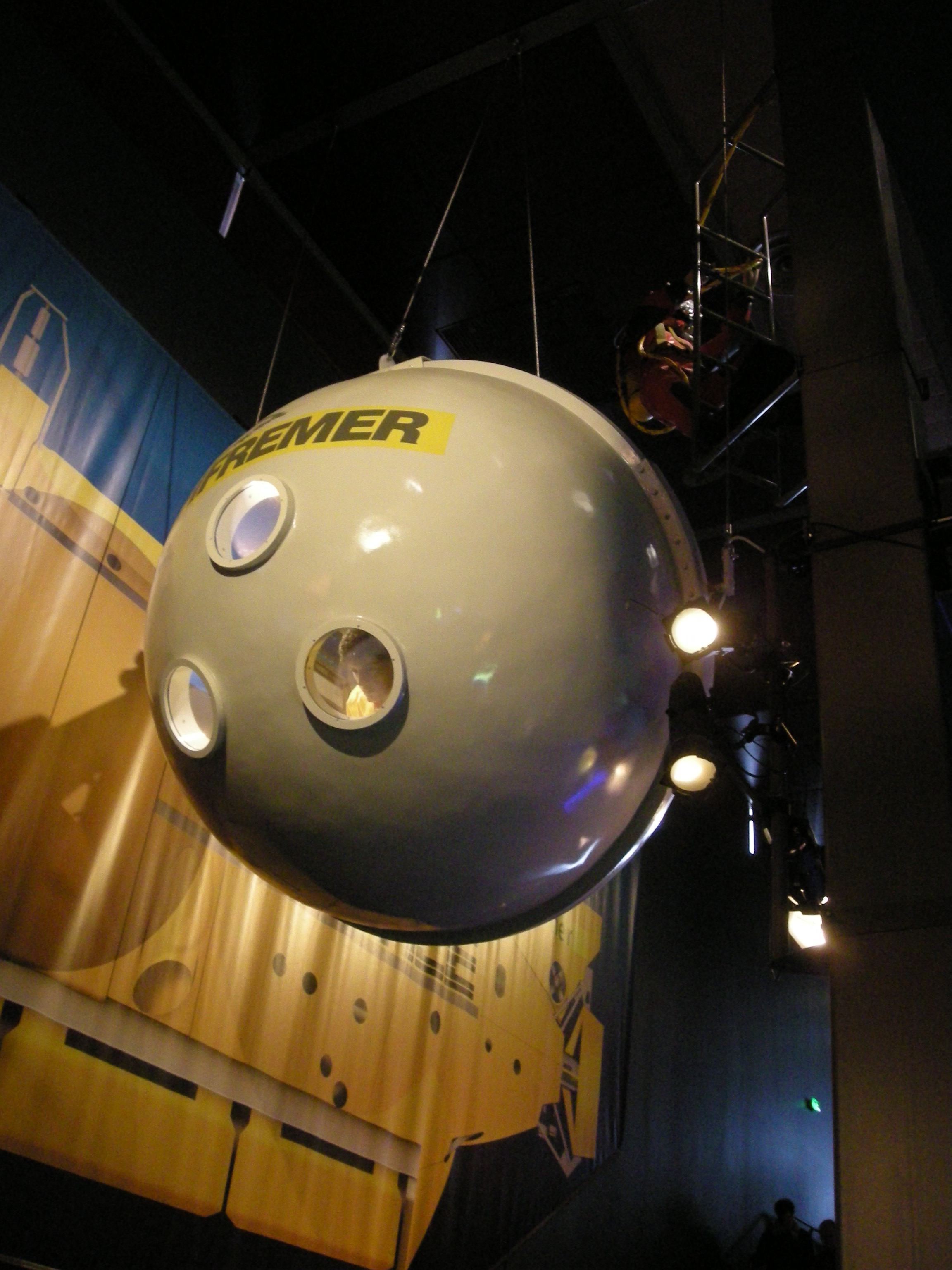

法國海洋開發研究院目前在法國全國總共有26個个工作站或研究中心，當中包括五個位於布洛涅、布列斯特、南特、土伦及法屬玻里尼西亞的大溪地的主要中心，與及位於伊西萊穆利諾的總部。約二十個研究部門與這些中心相關連：

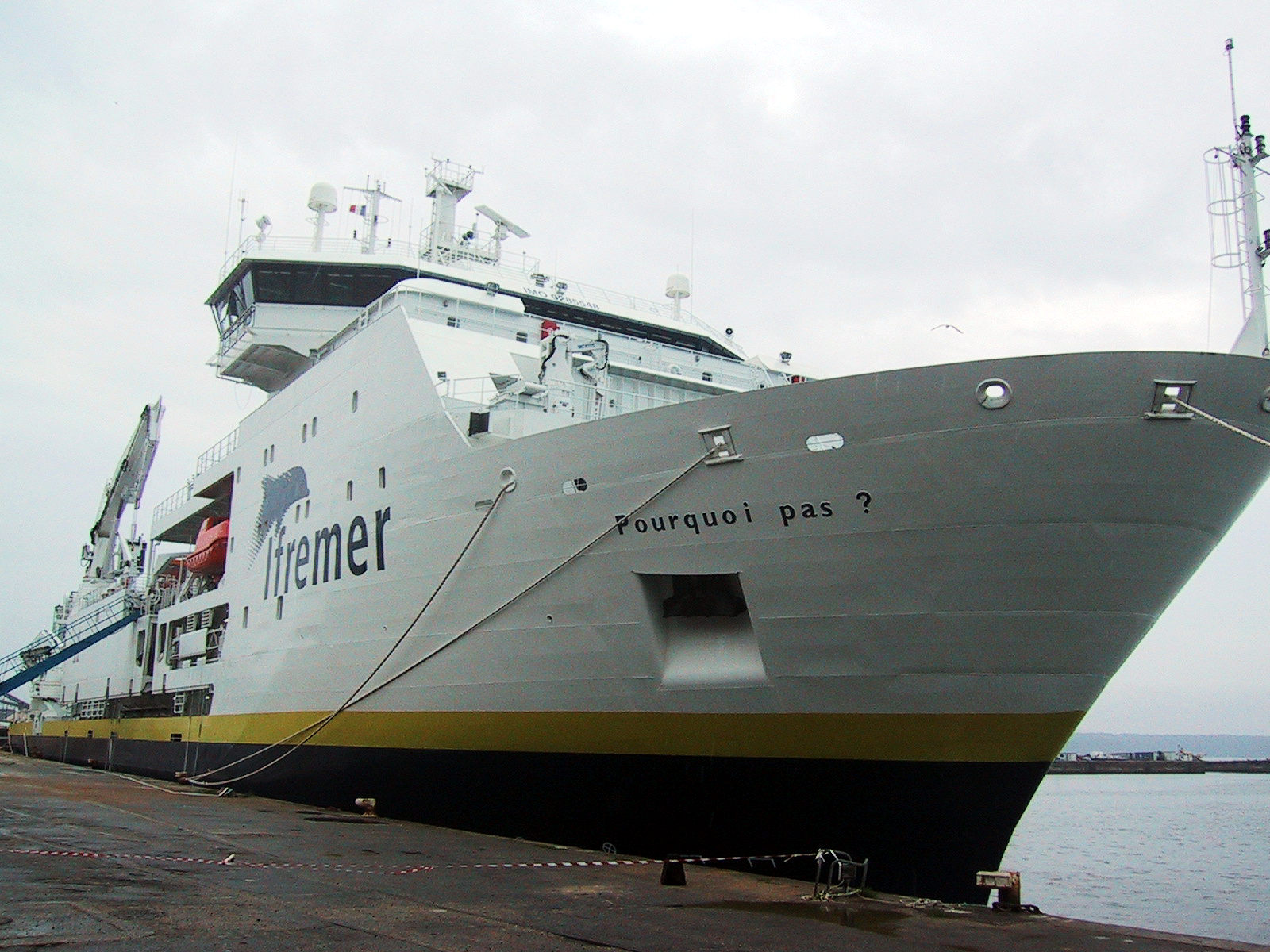

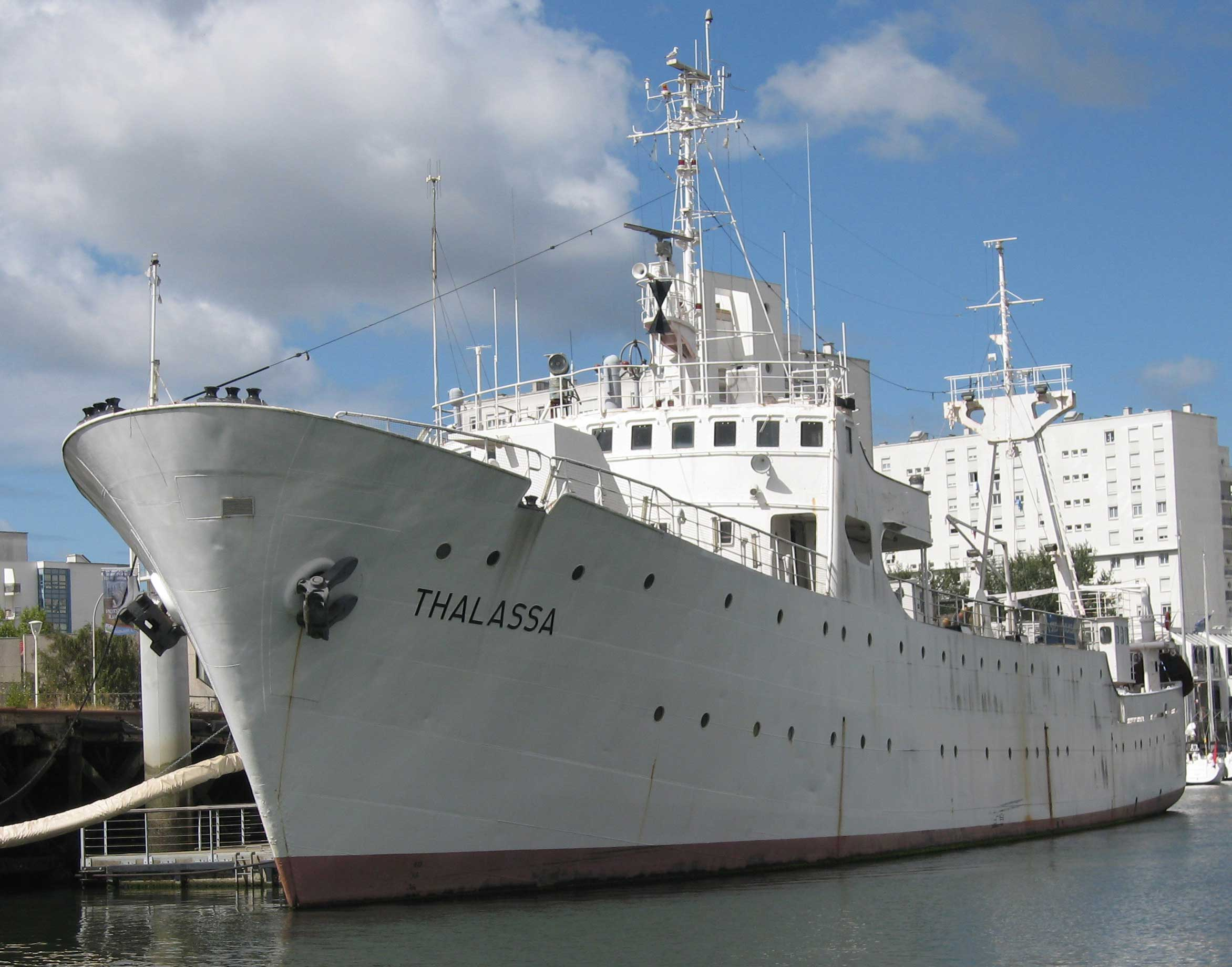

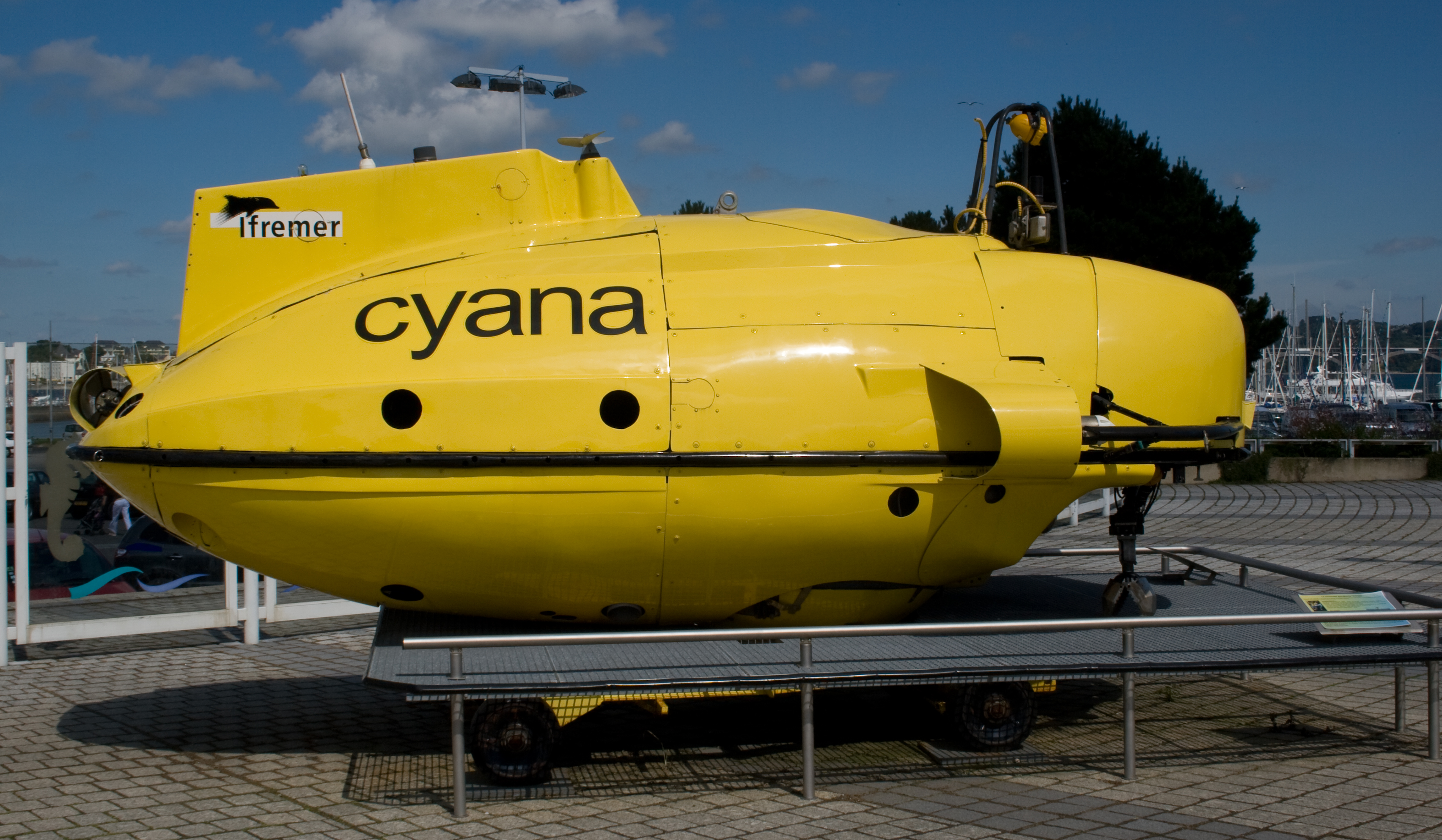

- 芒什-北海中心（布洛涅海濱），與法國北部里爾大學的研究和高等教育中心（法语：Pôle de recherche et d'enseignement supérieur）（PRES）及Aquimer（法语：Aquimer）法國競爭力集群（法语：Pôle de compétitivité en France）相關聯[11]
  - 布洛涅中心
  - 贝桑港工作站
- 布列塔尼中心（布列斯特中心）：與西布列塔尼大學合作
  - 迪納爾工作站
  - 阿讓頓與朗丹韋（Argenton-en-Landunvez）工作站
  - 孔卡爾諾工作站（Concarneau）工作站
  - 洛里昂工作站（Lorient）工作站
  - 濱海拉特里尼泰（La Trinité-sur-Mer）工作站
- 大西洋中心 （南特中心）
  - 布安工作站
  - 拉羅謝爾工作站
  - 拉特朗布拉德工作站
  - 阿尔卡雄工作站
  - 比達爾實驗室
- 地中海中心 (位於土伦)
  - 塞特港工作站
  - 帕拉瓦莱弗洛特工作站
  - 蒙彼利埃單位
  - 桑日利亚诺工作站
- 大溪地中心
- 新喀里多尼亞代表團
- 法屬圭亞那代表團
- 留尼汪代表團
- 安的列斯群島代表團

## 外部連結
- 官方网站